# Sông Mã (thị trấn)
Sông Mã là thị trấn huyện lỵ của huyện Sông Mã, tỉnh Sơn La, Việt Nam.

## Địa lý
Thị trấn Sông Mã nằm ở bên bờ tả ngạn con sông Mã. Thị trấn Sông Mã được xã Nà Nghịu bao quanh gần như toàn bộ, chỉ trừ một đoạn cực kỳ nhỏ ở phía đông bắc.
Thị trấn Sông Mã có diện tích là 4,47 km², dân số năm 2019 là khoảng 6.988 người, mật độ dân số đạt khoảng 1.563 người/km².

## Hành chính
Thị trấn Sông Mã được chia thành 5 tổ dân phố: 1, 2, 3 , 4, 5.

## Lịch sử
Ngày 13 tháng 4 năm 1977, Bộ trưởng Phủ Thủ tướng ban hành Quyết định số 79-BT về việc thành lập thị trấn Sông Mã (thị trấn huyện lỵ huyện Sông Mã) trên cơ sở 3 hợp tác xã (HTX): HTX Biên Hòa, HTX Toàn Thắng và HTX Chế Biến của xã Nà Nghịu.
Cuối năm 1977, UBND huyện Sông Mã ban hành Quyết định về việc thành lập HTX Đoàn Kết.
Năm 1978, UBND huyện Sông Mã ban hành Quyết định về việc thành lập HTX Vận tải – Bốc vác trên cơ sở một phần của HTX Đoàn Kết.
Năm 1979, UBND huyện Sông Mã ban hành Quyết định về việc thành lập HTX Mua Bán.
Năm 1983, HTX Mua Bán ngừng hoạt động.
Năm 1985, HTX Mua Bán tiếp tục hoạt động.
Tuy nhiên từ năm 1986 – 1989 các HTX hầu hết hoạt động không hiệu quả và giải thể.
Cuối năm 1989, thị trấn Sông Mã thành lập 5 tiểu khu: 1, 2, 3, 4, 5.
Tháng 12 năm 1993, thị trấn Sông Mã thành lập 20 tổ dân phố: 1, 2, 3, 4, 5, 6, 7, 8, 9, 10, 11, 12, 13, 14, 15, 16, 17, 18, 19, 20 trên cơ sở 5 tiểu khu.
Khoảng tháng 6 năm 1994, sáp nhập 20 tổ dân phố lại thành 5 tiểu khu.
Ngày 30 tháng 8 năm 2005, UBND huyện Sông Mã ban hành Quyết định số 541/QĐ-UB về việc phê chuẩn cho thị trấn Sông Mã chia tách 5 tiểu khu thành 12 tổ dân phố: 1, 2, 3, 4, 5, 6, 7, 8, 9, 10, 11, 12.
Ngày 5 tháng 12 năm 2019, HĐND tỉnh Sơn La ban hành Nghị quyết số 165/NQ-HĐND về việc:
- Sáp nhập tổ dân phố 2 và một phần của tổ dân phố 5 vào tổ dân phố 1.
- Thành lập tổ dân phố 2 trên cơ sở tổ dân phố 3, tổ dân phố 4, tổ dân phố 8.
- Thành lập tổ dân phố 3 trên cơ sở tổ dân phố 6, tổ dân phố 7 và phần còn lại của tổ dân phố 5.
- Thành lập tổ dân phố 4 trên cơ sở tổ dân phố 9 và tổ dân phố 10.
- Thành lập tổ dân phố 5 trên cơ sở tổ dân phố 11 và tổ dân phố 12.

Thị trấn Sông Mã có 5 tổ dân phố: 1, 2, 3, 4, 5.
Ngày 27 tháng 6 năm 2024, UBND tỉnh Sơn La ban hành Quyết định số 1225/QĐ-UBND về việc công nhận đô thị Sông Mã (thị trấn Sông Mã mở rộng) đạt tiêu chí đô thị loại V.

## Giao thông
Thị trấn Sông Mã nằm trên tuyến Quốc lộ 4G nối từ thành phố Sơn La đến huyện Sốp Cộp và biên giới Việt - Lào, Quốc lộ 12 nối với các xã tây bắc của huyện.
Các tuyến đường chính:
- Đường Lê Hồng Phong (Quốc lộ 4G)
- Đường Cách mạng tháng Tám (Quốc lộ 4G)
- Đường Hoàng Văn Thụ (Quốc lộ 4G)
- Đường 8/3 (Quốc lộ 4G)
- Đường Hoàng Công Chất (Quốc lộ 12)
- Đường Biên Hòa
- Đường 2/9
- Đường Thanh niên
- Đường Lò Văn Giá
- Đường Lê Thái Tông
- Đường Nguyễn Huệ
- Đường Hùng Vương
- Đường Võ Nguyên Giáp
- Phố Bến Phà
- Phố Đào Tấn
- Phố Ngô Gia Tự
- Phố Nguyễn Lương Bằng
- Phố Hoàng Quốc Việt
- Phố Kim Đồng
- Phố Nguyễn Du
- Phố Nguyễn Thái Học
- Phố Võ Thị Sáu
- Phố Hồ Xuân Hương
- Phố Hai Bà Trưng
- Phố Lý Tự Trọng
- Phố 19/5
- Phố Nguyễn Đình Chiểu
- Phố Lê Văn Lương
- Phố Chu Văn An
- Phố Lê Quý Đôn
- Phố An Dương Vương
- Phố Phạm Văn Đồng
- Phố Lý Nam Đế